# Зарифбацкова къща
Зарифбацковата къща (на албански: Banesa e Zarif Backes) е възрожденска къща в деволското село Сул, Република Албания. На 16 февруари 1979 година е обявена за архитектурен паметник на Албания.

## Описание
Къщата е от началото на XIX век. Представлява двуетажна къща с чардак. Структурата ѝ е сходна с тази на Хакиспаховата къща в Сул.